# Zipeprol
Zipeprol là một thuốc giảm ho hoạt động tập trung được phát triển ở Pháp vào những năm 1970. Nó không phải là một dẫn xuất morphinan (trái ngược với codeine và dextromethorphan). Zipeprol hoạt động như gây tê cục bộ và có đặc tính mucolytic, kháng histamin và kháng acetylcholin. Nó được bán với một số tên thương hiệu như Zinolta và respilene. Nó không có sẵn ở Hoa Kỳ hoặc Canada và đã bị ngừng ở Châu Âu. Nó vẫn có sẵn ở một số nước ở châu Á và Nam Mỹ.
Zipeprol đã bị lạm dụng ở Hàn Quốc, chủ yếu là do ảo giác mà nó tạo ra. Việc sử dụng như vậy đã trở thành một vấn đề do các cơn động kinh và các tác dụng phụ thần kinh khác nhau mà nó gây ra ở liều lượng cao.